# Дејзи Едгар Џоунс
Дејзи Џесика Едгар Џоунс (енгл. Daisy Jessica Edgar-Jones; Излингтон, 25. мај 1998) британска је глумица. Позната је по улози Меријен Шеридан у мини-серији Нормални људи (2020), за коју је номинована за Телевизијску награду БАФТА и награду Златни глобус. На телевизији је такође глумила у серији Топло-хладно (2016—2020) и Рат светова (2019—2021). Године 2022. глумила је у филму Свеже и Тамо где ракови певају.

## Детињство, младост и образовање
Рођена је 25. маја 1998. године у Излингтону. Ћерка је Венди Едгар, која је из Северне Ирске, и Филипа Џоунса, из Шкотске. Филип Џонс ради као директор за Sky Arts и шеф одељења за забаву за Sky. Одрасла је у Лондону, а с пет година је први пут глумила у школској представи. Похађала је приватну Школу за девојке у Маунту и Вудхаус колеџ, пре него што је примљена у Национално позориште омладине. Студирала је на Универзитету Опен.

## Филмографија

### Филм
| Година | Српски назив           | Изворни назив | Улога                        | Напомене |
| ------ | ---------------------- | ------------- | ---------------------------- | -------- |
| 2018.  |                        |               | Кеси                         |          |
| 2022.  | Свеже                  |               | Ноа                          |          |
| 2022.  | Тамо где ракови певају |               | Кетрин Данијела „Каја” Кларк |          |

### Телевизија
| Година     | Српски назив  | Изворни назив | Улога           | Напомене         |
| ---------- | ------------- | ------------- | --------------- | ---------------- |
| 2016—2020. | Топло-хладно  |               | Оливија Марсден | споредна улога   |
| 2016.      |               |               | Кејт            | божићни специјал |
| 2017.      | Тихи сведок   |               | Џесика Томпсон  | 2. епизоде       |
| 2019.      | Господин Џек  |               | Делија Росон    | 2. епизоде       |
| 2019—2021. | Рат светова   |               | Емили Грешам    | главна улога     |
| 2020.      | Нормални људи |               | Меријен Шеридан | главна улога     |
| 2020.      |               |               | Зара            | снимак           |
| 2022.      |               |               | Бренда Лаферти  | главна улога     |